# Tramway de Cluj-Napoca
Le tramway de Cluj-Napoca est le réseau de tramway desservant la ville transylvaine de Cluj-Napoca (Kolozsvár en hongrois, Cluj en roumain courant). Inauguré d'abord en 1893 puis en 1987, il comporte de nos jours un trajet desservi par trois lignes. Le réseau est exploité par la RATUC (Regia Autonomă de Transport Urban de Călători), la Société de transport urbain de voyageurs.

## Historique

### Le tramway à vapeur

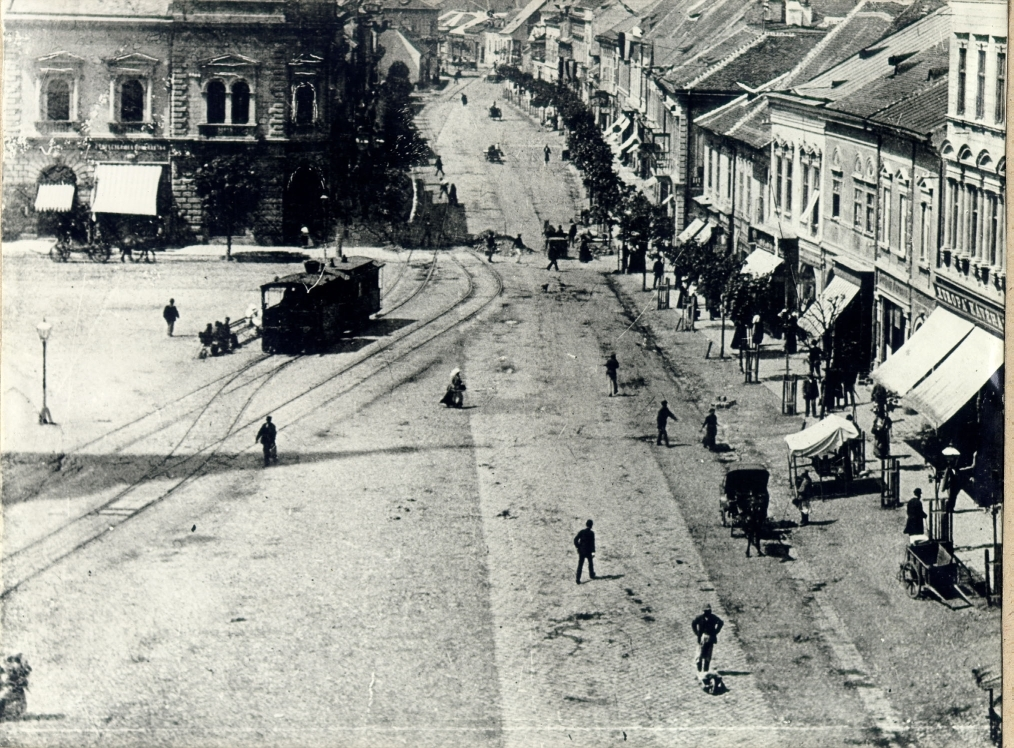
Le tramway à vapeur à la Place centrale en 1902.

L'idée d'un train à vapeur qui circulerait dans la ville de Kolozsvár/Cluj/Klausenbourg a germé en 1889 pour relier le centre-ville à la gare. Sa construction a démarré en mai 1892 et a été inaugurée un an plus tard. Le réseau mesurant alors 7,7 kilomètres était composé de trois lignes partant toutes de la Place Centrale (Főtér), au nord de l'église Saint-Michel. La première reliait la place à la gare à travers la Grand'Rue (Nagy utca). La deuxième circulait jusqu'à la brasserie de Mănăștur (Kolozsmonostor), aujourd'hui un quartier de la ville. Cette ligne traversait l'allée principale du Parc Central. Enfin, la troisième ligne menait à l'église Saint-Pierre-et-Paul.
En 1894, il transportait 432 624 voyageurs. Ses horaires se divisaient de la façon suivante : en été, les tramways circulaient de 6 heures à 21h30 (les jours de marché et fériés jusqu'à 22h30) et en hiver de 6h55 à 20h55. Une rame partait de la Place Centrale toutes les demi-heures, par conséquent 146 tramways circulaient en moyenne par jour à Kolozsvár/Cluj. La vitesse des rames n'excédait pas 25 kilomètres par heure.
Un projet d'électrisation de la ligne a également vu le jour au début du XXe siècle. Cependant, depuis sa mise en service, le tramway a créé un nombre important d'incidents, le premier rapporté le 30 juillet 1894. C'étaient les paysans se rendant depuis les villages au marché de Kolozsvár/Cluj qui se plaignaient le plus du tramway, qui selon eux effrayait leur bétail et leurs chevaux. La ville a donc finalement décidé d'arrêter sa circulation en 1902.

### La reconstruction
En 1987, du fait de l'augmentation croissante de la population de Cluj, la remise en place d'un tramway était devenu essentielle. Le tracé du nouveau réseau est similaire à l'ancien. En 1991, la société RATUC a été créé et est devenue l'exploitant du réseau. Entre 2011 et 2013, le réseau a été entièrement rénové grâce à des fonds provenant de l'Union européenne.

## Réseau actuel

### Aperçu général
À l'heure actuelle, le tracé des voies permet la circulation de trois lignes qui passent toutes par la place de la Gare, principal échangeur. Deux des trois lignes franchissent le Someșul Mic (Kis-Szamos en hongrois) :
| Ligne | Terminus 1                                             | Terminus 2                      | Longueur en km | Nombre de stations |
| ----- | ------------------------------------------------------ | ------------------------------- | -------------- | ------------------ |
|       | Piața Gării Állomás tér                                | Bulevardul Muncii Munka sugárút | 5,8            | 9                  |
|       | Mănăștur, Strada Bucium Monostori negyed, Bucsony utca | Piața Gării Állomás tér         | 6              | 11                 |
|       | Mănăștur, Strada Bucium Monostori negyed, Bucsony utca | Bulevardul Muncii Munka sugárút | 11,7           | 19                 |

### Matériel roulant
Au total, 28 rames circulent sur le réseau. Voici les modèles et le nombre de rames que possèdent la RATUC dans le passé et le présent:

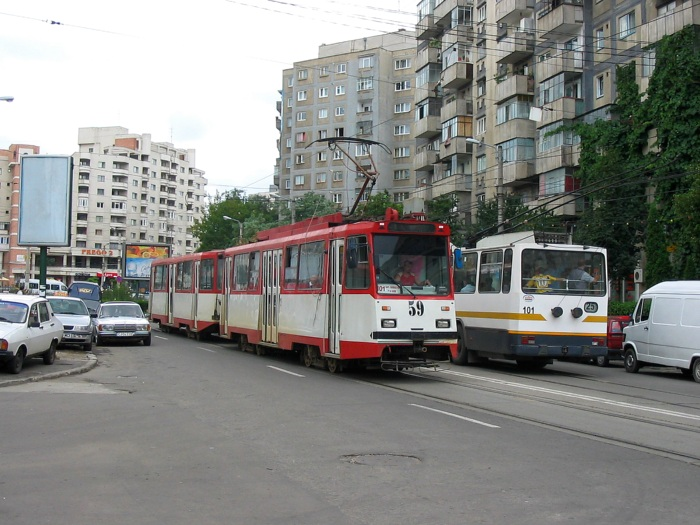
39 Timiș 2 (en) (1987–2011)
- 6 ITB V3A (en) (1988–1991)
- 16 ITB V2A (en) (1989–1990)
- 19 Tatra KT4D (1997–2021)
- 16 Tatra T4D (2002–2009)
- 10 Tatra KT4DM (2009–2021)
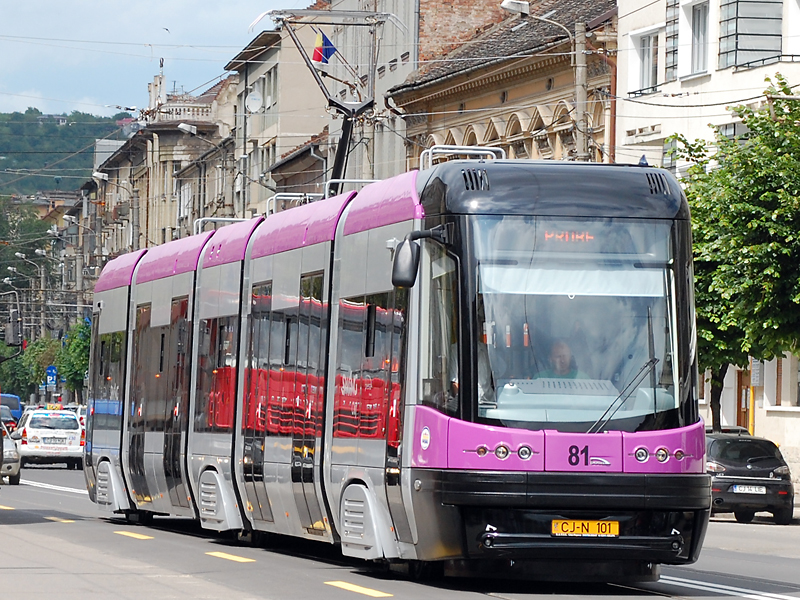
4 PESA 120NaR (2012–)
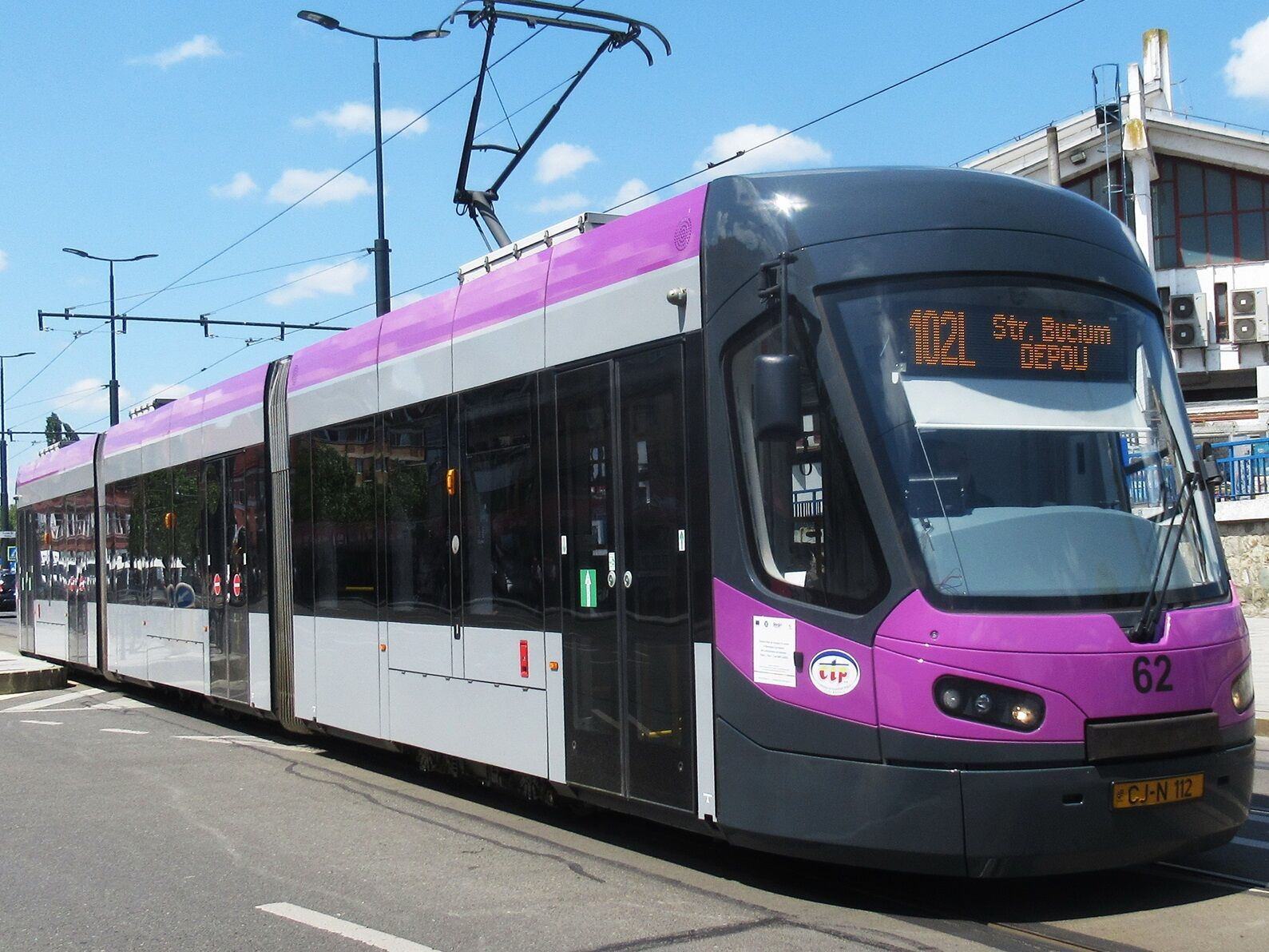
24 Astra Imperio (en) (2020–)

- Timiș 2
- PESA 120NaR
- Astra Imperio

## Liste des stations
|  |   |  | Station                                                | Correspondances | Desserte |
|  | - |  | ------------------------------------------------------ | --------------- | --- |
|  | o |  | UNIMET                                                 |                 | |
|  | o |  | ERS CUG                                                |                 | |
|  | o |  | Termorom                                               |                 | |
|  | o |  | Sinterom                                               |                 | Université technique |
|  | o |  | Terapia                                                |                 | |
|  | o |  | Strada Oașului Avas utca                               |                 | |
|  | o |  | Iris Írisz                                             |                 | Institut de Recherches Expérimentales Interdisciplinaires en Bio-Nano-Sciences                                                                                                   |
|  | • |  | Strada Gheorghe Asachi utca                            |                 | |
|  | • |  | Libertatea                                             |                 | |
|  | o |  | Piața Gării Baross tér, Vasútállomás                   | 400             | Gare Centrale |
|  | o |  | Strada Horea Nagy utca                                 |                 | École de musique, Synagogue, Faculté de Lettres, Faculté de Business |
|  | • |  | Strada George Barițiu utca                             |                 | Musée d'Histoire, Église franciscaine, Théâtre Hongrois, Lycée Apáczai Csere János, Parc Central, Faculté d'Électronique, de Télécommunication et des Technologies Informatiques |
|  | • |  | Sala sporturilor Sportcsarnok                          |                 | Cluj Arena, Sala sporturilor "Horia Demian" |
|  | • |  | Strada Plopilor Nyárfa utca                            |                 | Église Calvaria |
|  | • |  | Strada Grigore Alexandru utca                          |                 | |
|  | • |  | Minerva                                                |                 | |
|  | o |  | Mănăștur, Strada Bucium Monostori negyed, Bucsony utca |                 | |

### Ateliers
Le dépôt des tramways se situe sur Bulevardul Muncii (Munka sugárút). Il est desservi par la ligne 23 du bus à la station Depoul de Tramvaie (Villamosremíz).